# Sydnie Christmas
Sydnie Christmas (* 18. Juli 1995 in Gravesend) ist eine britische Sängerin und Schauspielerin. Nachdem sie ihre Karriere im Musiktheater begann und in verschiedenen Produktionen auftrat, gewann sie im Jahr 2024 die 17. Staffel von Britain's Got Talent.

## Leben und Karriere
Christmas wurde in Gravesend in Kent geboren und studierte an der D&B Academy of Performing Arts. Nach ihrem Abschluss 2014 gab sie ihr Bühnendebüt in der West-End-Produktion des Jukebox-Musicals Lazarus. Später trat sie auf Kreuzfahrtschiffen wie der Independence of the Seas und der Quantum of the Seas auf, wo sie in Produktionen wie Grease und Starlight Express mitwirkte. Von 2020 bis zum Frühjahr 2023 war sie bei Starlight Express in Bochum, zunächst als Swing, später spielte sie Carrie the Luggage Car. Sie trat auch in Stage School auf und nahm einen Null-Stunden-Vertrag in einem örtlichen Fitnessstudio an.

## Filmografie
Sendungen
- 2016–2017: Stage School
- 2024: Britain’s Got Talent
- 2024: Lorraine
- 2024: This Morning

## Theater
- 2016–2017: Lazarus

## Diskografie

### Singles
- 2020: Heal Me
- 2020: One Night Only